# Viitajärvi (Korpilombolo socken, Norrbotten)
Viitajärvi är en sjö i Pajala kommun i Norrbotten och ingår i Kalixälvens huvudavrinningsområde.